# José Brachi
José Federico Brachi (* 20. Januar 1888 in Montevideo; † 22. August 1967), auch in der Schreibweise José Bracchi oder kurz José Brachi, war ein uruguayischer Fußballspieler auf der Position eines Stürmers. Er war zuletzt für den Hauptstadtklub Nacional Montevideo und die Uruguayische Fußballnationalmannschaft aktiv.

## Karriere

### Verein
Über seine Vereinskarriere sind nur wenige Informationen bekannt, da seine Karriere in die Zeit der Amateurära des uruguayischen Fußballs fällt. In den Jahren 1908 bis 1912 stand Brachi im Kader des Hauptstadtvereins Dublin FC, mit dem er jedoch keine Titel gewinnen konnte. Der größte Erfolg war ein vierter Platz in der Meisterschaft von 1908. Im Jahr 1913 wechselte er zum Stadtrivalen und amtierenden Meister Nacional und wurde in seiner Debütsaison Vizemeister. Brachi gewann zwischen 1914 und 1919, an der Seite von Alfredo Foglino, Ángel Romano und den Brüdern Carlos und Héctor Scarone, vier Meisterschaften. Darunter befanden sich der Titel 1917 (unbesiegt) und weitere wichtige Vereinswettbewerbe jener Zeit, u. a. die Copa de Competencia, Copa Aldao und die Copa de Honor Cusenier. Über den weiteren Verlauf seiner Karriere nach 1919 und den Zeitpunkt seines Rücktritts vom aktiven Fußball geben die Quellen keine Informationen.

### Nationalmannschaft
Sein Debüt für die Uruguayische Fußballnationalmannschaft gab Brachi am 13. September 1908 im Rahmen der Copa Newton gegen die Auswahl von Argentinien (2:1). Hier erzielte er in der 82. Minute das einzige Tor für die La Celeste. Im gleichen Jahr gewann er mit der Copa Gran Premio de Honor Argentino, Brachi erzielte dabei das entscheidende Tor zum 1:0, seinen ersten internationalen Titel. Zusammen mit Frederico Crocker und Sadí Couture gehörte er zum Aufgebot der, anlässlich der 100-Jahr-Feier der argentinischen Unabhängigkeitserklärung, erstmals 1910 abgehaltenen Campeonato Sudamericano. Hier kam Brachi in beiden Spielen gegen Chile (3:0) und Argentinien (4:1) zum Einsatz. Gegen die Chilenen erzielte er in der 75. Minute seinen einzigen Turniertreffer. Er war Teilnehmer an mehreren Ausgaben der Copa Newton (1908, 1909, 1911 und 1915), die er mit Uruguay 1915 gewann. Sein letztes großes Turnier war die Campeonato Sudamericano 1916, wo Brachi im ersten Spiel der La Celeste gegen Chile (4:0) zum Einsatz kam und ungeschlagen mit der Mannschaft das Turnier gewann.

### Erfolge
Verein
- Uruguayischer Meister: 1915, 1916, 1917, 1919
- Copa de Honor Cusenier: 1915, 1916
- Copa de Honor: 1914, 1915, 1916, 1917
- Copa de Competencia: 1915
- Copa Aldao: 1916, 1919

Nationalmannschaft
- Südamerikameisterschaft: 1916
- Copa Gran Premio de Honor Argentino: 1908
- Copa Newton: 1915